# Erbschaftsteuer in Malta
Malta kennt keine Erbschaft- und Schenkungsteuer, sie wurde 1992 abgeschafft. Beim Übergang von Immobilien fällt jedoch eine Steuer (transfer tax) in Höhe von 5 % aus dem Wert der Immobilie an, bei Rechtsübergängen unter Ehegatten nur aus der Hälfte des Wertes. Ein von Ehegatten selbstgenutztes Haus bleibt unter der Voraussetzung gänzlich steuerfrei, dass es der überlebende Ehegatte nicht zu seinen Lebzeiten verkauft. Marktgängige Wertpapiere, vor allem Aktien maltesischer Gesellschaften, werden mit 2 % besteuert.